# 劉鳳池
劉鳳池（1504年—？），字文甫，陝西西安府渭南縣人，明朝政治人物。

## 生平
嘉靖十三年（1534年）甲午科順天府鄉試第八名舉人，嘉靖十四年（1535年）登乙未科第三甲第九十三名進士。嘉靖十四年（1535年）任山西高平縣知縣。嘉靖十九年（1540年）任山東章丘縣知縣。有文武才，任兵部主事，贊畫軍務，將士多授成算，邊塞克定，未幾以疾卒。

## 家族
曾祖劉孝徵；祖父劉才，曾任巡檢；父劉潮。母田氏。慈侍下。弟鳳山。